# Аргатъюл
Аргатъюл — река в Томской области России. Устье реки находится в 71 км от устья по правому берегу реки Улуюл. Протяжённость реки 65 км, площадь бассейна — 810 км². Возле устья расположен посёлок Аргат-Юл.

## Притоки
- Дорожный (лв)
- 33 км: Западный Аргатъюл (пр)
- 42 км: Раздельный (лв)
- 47 км: Ямная (лв)
  - 4 км: Развилок (лв)

## Данные водного реестра
По данным государственного водного реестра России относится к Верхнеобскому бассейновому округу, водохозяйственный участок реки — Чулым от водомерного поста села Зырянское до устья, речной подбассейн реки — Чулым. Речной бассейн реки — (Верхняя) Обь до впадения Иртыша.
Код водного объекта — 13010400312115200022220.